# Línea Azul (Metro de Chicago)
La Línea Azul consiste en una línea de 19,5 millas (31,4 km) de largo del Metro de Chicago operada por la Autoridad de Tránsito de Chicago que opera principalmente en el Loop de Chicago desde el Aeropuerto Internacional O'Hare hasta el extremo noroeste de la ciudad, por todo el downtown vía tla línea Milwaukee-Dearborn-Congress, y a través de West Side hasta su extremo suroeste en Forest Park (Congress). Es la segunda línea más ocupada del Metro de Chicago, con un promedio de pasajeros al día de 154,012 a octubre de 2009. La longitud total de la línea es de 34,6 millas (55,7 km) con un total de 34 estaciones.
La línea Azul y la línea Roja son las dos únicas rutas del Metro de Chicago en operar las 24 horas del día. Mientras que la línea Rosada sirve a todas las estaciones en el Ramal 54 y Cermak. La línea Azul es también la única línea del sistema en tener varias estaciones con el mismo nombre. Tiene dos estaciones con el nombre Harlem: una en Kennedy Expressway en el lado Noroeste, y otra en el lado sur del Eisenhower Expressway en el lado Oeste. También tiene dos estaciones con el nombre Western: una en el Ramal O'Hare y otra en el Ramal Congress.
La línea Azul anteriormente se llamaban la Ruta West-Northwest o comúnmente como la Ruta O'Hare-Congress-Douglas por sus tres ramales. Los ramales Congress y Douglas cambiaron de nombre por sus respectivas terminales, Forest Park y 54th/Cermak, cuando se adoptó en 1993 el actual sistema de nombre por color, sin embargo muchos historiadores de Chicago y expertos del 'Metro de Chicago' o "L" aún siguen usado esos nombres. A mayo de 2008, la línea Azul ya no opera hacia 54/Cermak, porque fue reemplazado con la lInea Rosada.

## Estaciones
| Línea Azul (ramal O'Hare de la línea Azul) | Línea Azul (ramal O'Hare de la línea Azul) | Línea Azul (ramal O'Hare de la línea Azul) |
| Estación                                   | Ubicación                                  | Puntos de interés y notas |
| ------------------------------------------ | ------------------------------------------ | --- |
| O'Hare                                     | 1000 O'Hare Drive, Chicago                 | Aeropuerto Internacional O'Hare |
| Rosemont                                   | 5801 N River Road, Rosemont                | Rosemont, Allstate Arena, Donald E. Stephens Convention Center, Cementerio de Todos los Santos y Cementerio de San Nicolas                                                               |
| Cumberland                                 | 5800 N. Cumberland Avenue, Chicago         | Park Ridge |
| Harlem                                     | 5550 N. Harlem Avenue, Chicago             | Norwood Park, Harlem Irving Plaza |
| Jefferson Park                             | 4917 N. Milwaukee Avenue, Chicago          | Jefferson Park, Gateway Theatre, Northwestern Business College, Transferencia hacia la línea Union Pacific Northwest de Metra                                                            |
| Montrose                                   | 4600 W. Montrose Avenue, Chicago           | Mayfair, Six Corners, Estación Mayfair Pumping, Irish American Heritage Center, Transferencia hacia la Línea Milwaukee District North de Metra en Mayfair                                |
| Irving Park                                | 4131 W. Irving Park Road, Chicago          | Irving Park, The Villa District, Transferencia hacia la Línea Union Pacific Northwest de Metra                                                                                           |
| Addison                                    | 3622 W. Addison Street, Chicago            | Avondale, San Wenceslao, The Villa District |
| Belmont                                    | 3355 W. Belmont Avenue, Chicago            | Avondale, Basílica de San Jacinto |
| Logan Square                               | 2620 N. Kedzie Avenue, Chicago             | Logan Square, Monumento del Centenario de Illinois, Logan Theatre |
| California                                 | 2211 N. California Avenue, Chicago         | Congress Theater |
| Western                                    | 1909 N. Western Avenue, Chicago            | Bucktown, Catedral Católica Polaca Nacional de Todos los Santos, Iglesia Católica Santa Eduvigis, Margie's Candies                                                                       |
| Damen                                      | 1558 N. Damen Avenue, Chicago              | Bucktown, Wicker Park, Iglesia Santa María de los Ángeles en Chicago |
| Línea Azul (Milwaukee-Dearborny)           |                                            | |
| Estación                                   | Ubicación                                  | Puntos de interés y notas |
| Division                                   | 1200 N. Milwaukee Avenue, Chicago          | Polonia Triangle, Wicker Park, Chopin Theatre, Holy Trinity Polish Mission, Iglesia de San Estanislao de Kostka Noble Square                                                             |
| Chicago                                    | 800 N. Milwaukee Avenue, Chicago           | Iglesia San Juan Cantius |
| Grand                                      | 502 N. Milwaukee Avenue, Chicago           | |
| Clark/Lake                                 | 124 W. Lake Street, Chicago                | James R. Thompson Center, Richard J. Daley Center, Chicago City Hall Transferencia a las líneas Naranja, Verde, Púrpura, Café, y Rosada                                                  |
| Washington                                 | 127 N. Dearborn Street, Chicago            | Richard J. Daley Center, Chicago Picasso, Edificio Administrativo del Condado de Cook, Goodman Theatre Antigua estación de transferencia hacia la Línea Roja.                            |
| Monroe                                     | 30 S. Dearborn Street, Chicago             | Inland Steel Building |
| Jackson                                    | 312 S. Dearborn Street, Chicago            | Kluczynski Federal Building, Flamingo, Harold Washington Library Center Estación de transferencia hacia la Línea Roja y la Brown, Naranja, Rosada, y Púrpura vía Library-State/Van Buren |
| LaSalle                                    | 150 W. Congress Parkway, Chicago           | Metropolitan Correctional Center, LaSalle Street Station, Chicago Stock Exchange |
| Clinton                                    | 426 S. Clinton Street, Chicago             | Union Station, Greyhound Terminal, Antigua Oficina Postal de Chicago |
| Línea Azul (Ramal Park "Congress")         |                                            | |
| Estación                                   | Ubicación                                  | Puntos de interés y notas |
| UIC-Halsted                                | 430 S. Halsted Street, Chicago             | Universidad de Illinois en Chicago, Greektown, St. Ignatius Historic landmark |
| Racine                                     | 430 S. Racine Avenue, Chicago              | UIC Pavilion, Little Italy, Whitney M. Young Magnet High School Antiguo punto de transferencia hacia Forest Park y 54/Cermak                                                             |
| Distrito Médico de Illinois                | 430 S. Damen Avenue, Chicago               | Distrito Médico de Illinois, United Center, Malcolm X College, Hospital del Condado de Cook                                                                                              |
| Western                                    | 430 S. Western Avenue                      | Crane Tech Prep High School |
| California                                 | 430 S. California Avenue, Chicago          | Cerrada el 2 de septiembre de 1973 |
| Kedzie-Homan                               | 530 S. Kedzie Avenue, Chicago              | Basílica de Nuestra Señora de los Dolores, Former Sears, Roebuck, and Company Headquarters, John Marshall Metropolitan High School                                                       |
| Pulaski                                    | 530 S. Pulaski Road, Chicago               | |
| Kostner                                    | 530 S. Kostner Avenue                      | Cerrada el 2 de septiembre de 1973 |
| Cícero                                     | 720 S. Cicero Avenue, Chicago              | |
| Central                                    | 720 S. Central Avenue, Chicago             | Cerrada el 2 de septiembre de 1973 |
| Austin                                     | 1050 S. Austin Boulevard, Oak Park         | Columbus Park |
| Oak Park                                   | 950 S. Oak Park Avenue, Oak Park           | Oak Park, Oak Park Conservatory |
| Harlem                                     | 701 S. Harlem Avenue, Forest Park          | Ferrara Pan Candy Company |
| Forest Park                                | 711 S. Desplaines Avenue, Forest Park      | Forest Park, Cementerio Forest Home |